# Kanton Savigny-le-Temple
Der Kanton Savigny-le-Temple ist seit 1976 ein französischer Wahlkreis im Arrondissement Melun im Département Seine-et-Marne und in der Region Île-de-France; sein Hauptort ist Savigny-le-Temple.

## Gemeinden
Der Kanton besteht aus sechs Gemeinden mit insgesamt 71.981 Einwohnern (Stand: 1. Januar 2022) auf einer Gesamtfläche von 49,76 km²:
| Gemeinde                 | Einwohner 1. Januar 2022 | Fläche km² | Dichte Einw./km² | Code INSEE | Postleitzahl |
| ------------------------ | ------------------------ | ---------- | ---------------- | ---------- | ------------ |
| Boissettes               | 432                      | 1,54       | 281              | 77038      | 77350        |
| Boissise-la-Bertrand     | 1.194                    | 7,80       | 153              | 77039      | 77350        |
| Cesson                   | 11.141                   | 6,98       | 1.596            | 77067      | 77240        |
| Le Mée-sur-Seine         | 19.527                   | 5,34       | 3.657            | 77285      | 77350        |
| Savigny-le-Temple        | 30.630                   | 11,97      | 2.559            | 77445      | 77176        |
| Vert-Saint-Denis         | 9.057                    | 16,13      | 562              | 77495      | 77240        |
| Kanton Savigny-le-Temple | 71.981                   | 49,76      | 1.447            | 7720       | –            |

Bis zur landesweiten Neugliederung der Kantone 2015 umfasste der Kanton Savigny-le-Temple drei Gemeinden: Nandy, Savigny-le-Temple und Seine-Port.

## Bevölkerungsentwicklung
| 1968 | 1975 | 1982   | 1990   | 1999   | 2006   | 2011   |
| ---- | ---- | ------ | ------ | ------ | ------ | ------ |
| 2287 | 4339 | 14.512 | 25.634 | 30.241 | 32.966 | 36.855 |